# Остин Батлер
Остин Роберт Батлер (енгл. Austin Robert Butler; Анахајм, 17. август 1991) амерички је глумац. Познат је по улози Џејмса „Вилкија” Вилкерсона у серији Замењене на рођењу, Себастијана Кида у серији Карини дневници, Вила Омсфорда у серији Хронике Шанара и Текса Вотсона у филму Било једном у Холивуду. Године 2022. добио је позитивне критике за улогу Елвиса Преслија у биографском мјузиклу, Елвис.

## Детињство и младост
Батлер је похађао државну школу до шестог разреда када ју је напустио да би се школовао код куће да би се прилагодио свом радном распореду. Наставио је да се школује код куће до другог разреда средње школе када је положио испит да би завршио своје формално средњошколско образовање. Батлер ужива у стварању и снимању музике.
Почео је да свира гитару са 13 година и клавир са 16. Ужива у скупљању гитара и осталим хобијима укључујући спољашње активности које му одржавају линију као што су кошарка, планинарење, вожња бицикла као и вежбање у кућној теретани.

## Приватни живот
Од 2011. до 2020. Батлер је био у вези са глумицом Ванесом Хаџенс. Од 2021. у вези је са манекенком Кајом Гербер.

## Филмографија

### Филм
| Година | Српски назив           | Изворни назив | Улога               | Напомене    |
| ------ | ---------------------- | ------------- | ------------------- | ----------- |
| 2007.  |                        |               | Дени                | кратки филм |
| 2009.  | Ванземаљци на тавану   |               | Џејк Пирсон         |             |
| 2011.  | Шарпејине догодовштине |               | Пејтон Леверет      |             |
| 2012.  |                        |               | Коди Бек            |             |
| 2013.  |                        |               | помоћник Шноци      | кратки филм |
| 2015.  | Уљези                  |               | Ноа Хенри           |             |
| 2016.  |                        |               | Хантер Калвеј       |             |
| 2018.  |                        |               | Томас Данијелс      |             |
| 2019.  | Мртви не умиру         |               | Џек                 |             |
| 2019.  | Било једном у Холивуду |               | Текс Вотсон         |             |
| 2022.  | Елвис                  |               | Елвис Пресли        |             |
| 2024.  | Дина: Други део        |               | Фејд-Раута Харконен |             |

### Телевизија
| Година     | Српски назив                | Изворни назив  | Улога                   | Напомене                              |
| ---------- | --------------------------- | -------------- | ----------------------- | ------------------------------------- |
| 2005—2007. |                             |                | Лајонел Скрантон        | непотписан; 41 епизода                |
| 2005.      |                             |                | учесник                 | непотписан; епизода: „”               |
| 2006.      | Дрејк и Џош                 |                | статиста                | непотписан; епизода: „”               |
| 2006.      | Хана Монтана                |                | Тоби                    | непотписан; епизода: „”               |
| 2007.      | Зои 101                     |                | Денифер                 | епизода: „”                           |
| 2007.      | Хана Монтана                | Hannah Montana | Дерек Хансон            | епизода: „”                           |
| 2007.      | Ај Карли                    |                | Џејк Крандл             | епизода: „”                           |
| 2008.      | Зои 101                     |                | Џејмс Харет             | главна улога (4. сезона)              |
| 2008.      |                             |                | Ланс                    | епизода: „”                           |
| 2009.      |                             |                | Џордан Галагер          | главна улога                          |
| 2009.      | Зик и Лутер                 |                | Рутгер Мердок           | епизода: „”                           |
| 2010—2011. | Неочекивани живот           |                | Џоунс Мејгер            | споредна улога; 10 епизода            |
| 2010.      | Чаробњаци с Вејверли Плејса |                | Џорџ                    | епизода: „”                           |
| 2010.      | Џонас                       |                | Стоун Стивенс           | 2. епизоде                            |
| 2010.      | Истражитељи из Мајамија     |                | Џош Чапман              | епизода: „”                           |
| 2010.      | Браниоци                    |                | Коди Денс               | епизода: „”                           |
| 2011.      | Место злочина: Њујорк       |                | Бенџамин Голд           | епизода: „”                           |
| 2011.      |                             |                | Зак Гарви               | телевизијски филм                     |
| 2011—2012. | Замењене на рођењу          |                | Џејмс „Вилки” Вилкерсон | споредна улога (1. сезона)            |
| 2012.      |                             |                | Лук                     | епизода: „”                           |
| 2013—2014. | Карини дневници             |                | Себастијан Кид          | главна улога                          |
| 2014—2015. | Стрела                      |                | Чејс                    | 3 епизоде                             |
| 2016—2017. | Хронике Шанара              |                | Вил Омсфорд             | главна улога                          |
| н. п.      | Господари ваздуха           |                | Гејл Клевен             | главна улога; предстојећа мини-серија |